# Kanada az 1968. évi téli olimpiai játékokon
Kanada a franciaországi Grenoble-ban megrendezett 1968. évi téli olimpiai játékok egyik részt vevő nemzete volt. Az országot az olimpián 9 sportágban 70 sportoló képviselte, akik összesen 3 érmet szereztek.

## Érmesek
| Érem  | Versenyző | Sportág   | Versenyszám          |
| ----- | --- | --------- | -------------------- |
| Arany | Nancy Greene | Alpesisí  | Női óriás-műlesiklás |
| Ezüst | Nancy Greene | Alpesisí  | Női műlesiklás       |
| Bronz | Nemzeti válogatott Roger Bourbonnais Ken Broderick Raymond Cadieux Paul Conlin Gary Dineen Brian Glennie Ted Hargreaves Francis Huck Larry Johnston Barry MacKenzie Billy MacMillan Stephen Monteith Morris Mott Terrence O’Malley Danny O’Shea Gerry Pinder Herbert Pinder Wayne Stephenson | Jégkorong | Férfi                |

## Alpesisí
Férfi
| Versenyző       | Versenyszám      | Selejtező | Selejtező | Selejtező | Selejtező | Döntő         | Döntő         | Döntő         | Döntő         | Döntő         | Döntő         |
| Versenyző       | Versenyszám      | 1. futam  | 1. futam  | 2. futam  | 2. futam  | 1. futam      | 1. futam      | 2. futam      | 2. futam      | Összesítés    | Összesítés    |
| Versenyző       | Versenyszám      | Idő       | Hely.     | Idő       | Hely.     | Idő           | Hely.         | Idő           | Hely.         | Idő           | Helyezés      |
| --------------- | ---------------- | --------- | --------- | --------- | --------- | ------------- | ------------- | ------------- | ------------- | ------------- | ------------- |
| Peter Duncan    | Lesiklás         |           |           |           |           |               |               |               |               | kizárták      | kizárták      |
| Peter Duncan    | Műlesiklás       | 54,57     | 3.        | 55,07     | 2.        | kiesett       | kiesett       | kiesett       | kiesett       | kiesett       | kiesett       |
| Peter Duncan    | Óriás-műlesiklás |           |           |           |           | 1:47,06       | 18.           | 1:51,11       | 26.           | 3:38,17       | 18.           |
| Rod Hebron      | Lesiklás         |           |           |           |           |               |               |               |               | nem ért célba | nem ért célba |
| Rod Hebron      | Műlesiklás       | 56,12     | 4.        | 54,52     | 1.        | nem ért célba | nem ért célba | kiesett       | kiesett       | kiesett       | kiesett       |
| Rod Hebron      | Óriás-műlesiklás |           |           |           |           | 1:47,07       | 19.           | nem ért célba | nem ért célba | kiesett       | kiesett       |
| Scott Henderson | Műlesiklás       | kizárták  | kizárták  | 56,71     | 3.        | kiesett       | kiesett       | kiesett       | kiesett       | kiesett       | kiesett       |
| Scott Henderson | Óriás-műlesiklás |           |           |           |           | 1:47,85       | 25.           | 1:50,65       | 19.           | 3:38,50       | 21.           |
| Wayne Henderson | Lesiklás         |           |           |           |           |               |               |               |               | 2:05,56       | 27.           |
| Gerry Rinaldi   | Lesiklás         |           |           |           |           |               |               |               |               | 2:06,30       | 31.           |
| Keith Shepherd  | Óriás-műlesiklás |           |           |           |           | kizárták      | kizárták      | kiesett       | kiesett       | kiesett       | kiesett       |
| Robert Swan     | Műlesiklás       | 53,50     | 2.        |           |           | 53,75         | 34.           | kizárták      | kizárták      | kiesett       | kiesett       |

Női
| Versenyző      | Versenyszám      | 1. futam      | 1. futam      | 2. futam | 2. futam | Összesítés | Összesítés |
| Versenyző      | Versenyszám      | Idő           | Hely.         | Idő      | Hely.    | Idő        | Helyezés   |
| -------------- | ---------------- | ------------- | ------------- | -------- | -------- | ---------- | ---------- |
| Betsy Clifford | Lesiklás         |               |               |          |          | 1:47,60    | 23.        |
| Betsy Clifford | Műlesiklás       | nem ért célba | nem ért célba | kiesett  | kiesett  | kiesett    | kiesett    |
| Betsy Clifford | Óriás-műlesiklás |               |               |          |          | kizárták   | kizárták   |
| Karen Dokka    | Lesiklás         |               |               |          |          | 1:47,55    | 22.        |
| Karen Dokka    | Műlesiklás       | 44,92         | 20.           | 49,59    | 15.      | 1:34,51    | 15.        |
| Karen Dokka    | Óriás-műlesiklás |               |               |          |          | 1:58,36    | 16.        |
| Nancy Greene   | Lesiklás         |               |               |          |          | 1:43,12    | 10.        |
| Nancy Greene   | Műlesiklás       | 41,45         | 3.            | 44,70    | 1.       | 1:26,15    |            |
| Nancy Greene   | Óriás-műlesiklás |               |               |          |          | 1:51,97    |            |
| Judi Leinweber | Lesiklás         |               |               |          |          | 1:45,60    | 20.        |
| Judi Leinweber | Műlesiklás       | kizárták      | kizárták      | kiesett  | kiesett  | kiesett    | kiesett    |
| Judi Leinweber | Óriás-műlesiklás |               |               |          |          | 2:00,57    | 25.        |

## Biatlon
| Versenyző                                         | Versenyszám      | Lövőhiba      | Időeredmény   | Helyezés      |
| ------------------------------------------------- | ---------------- | ------------- | ------------- | ------------- |
| James Boyde                                       | 20 km egyéni     | 8             | 1:35:02,0     | 53.           |
| George Ede                                        | 20 km egyéni     | 8             | 1:34:41,8     | 51.           |
| Esko Karu                                         | 20 km egyéni     | 11            | 1:32:42,9     | 46.           |
| George Rattai                                     | 20 km egyéni     | 11            | 1:35:03,0     | 54.           |
| George Ede Knowles McGill George Rattai Esko Karu | 4 × 7,5 km váltó | nem ért célba | nem ért célba | nem ért célba |

## Bob
| Versenyző                                               | Versenyszám | 1. futam | 1. futam | 2. futam | 2. futam | 3. futam | 3. futam | 4. futam | 4. futam | Összesítés | Összesítés |
| Versenyző                                               | Versenyszám | Idő      | Hely.    | Idő      | Hely.    | Idő      | Hely.    | Idő      | Hely.    | Idő        | Helyezés   |
| ------------------------------------------------------- | ----------- | -------- | -------- | -------- | -------- | -------- | -------- | -------- | -------- | ---------- | ---------- |
| Purvis McDougall Bob Storey                             | Kettes      | 1:13,89  | 20.      | 1:12,80  | 17.      | 1:13,68  | 18.      | 1:13,73  | 19.      | 4:54,10    | 19.        |
| Hans Gehrig Harry Goetschi                              | Kettes      | kizárták | kizárták | kiesett  | kiesett  | kiesett  | kiesett  | kiesett  | kiesett  | kiesett    | kiesett    |
| Purvis McDougall Bob Storey Michael Young Andrew Faulds | Négyes      | 1:12,61  | 17.      | 1:10,21  | 17.      |          |          |          |          | 2:22,82    | 17.        |

## Gyorskorcsolya
Férfi
| Versenyző       | Versenyszám | Eredmény | Helyezés |
| --------------- | ----------- | -------- | -------- |
| Bob Boucher     | 500 m       | 42,0     | 25.      |
| Paul Enock      | 5000 m      | 7:54,8   | 19.      |
| Paul Enock      | 10 000 m    | 16:21,2  | 15.      |
| Bob Hodges      | 500 m       | 43,3     | 41.*     |
| Bob Hodges      | 1500 m      | 2:12,0   | 26.      |
| Bob Hodges      | 5000 m      | 8:05,0   | 29.      |
| Bob Hodges      | 10 000 m    | 17:01,9  | 23.      |
| Pete Williamson | 500 m       | 42,6     | 33.***   |
| Pete Williamson | 1500 m      | 2:16,0   | 46.      |

Női
| Versenyző        | Versenyszám | Eredmény | Helyezés |
| ---------------- | ----------- | -------- | -------- |
| Doreen McCannell | 500 m       | 49,0     | 24.      |
| Doreen McCannell | 1000 m      | 1:37,6   | 20.      |
| Doreen McCannell | 1500 m      | 2:32,2   | 21.      |
| Doreen McCannell | 3000 m      | 5:21,5   | 18.      |
| Marcia Parsons   | 500 m       | 48,8     | 23.      |
| Marcia Parsons   | 1000 m      | 1:37,7   | 21.      |
| Marcia Parsons   | 1500 m      | 2:34,4   | 24.      |
| Marcia Parsons   | 3000 m      | 5:29,5   | 22.*     |
| Wendy Thompson   | 500 m       | 48,2     | 19.*     |
| Wendy Thompson   | 1000 m      | 1:41,1   | 27.      |

* - egy másik versenyzővel azonos eredményt ért el

*** - három másik versenyzővel azonos eredményt ért el

## Jégkorong
| Kanadai férfi jégkorongcsapat-játékoskeret                                                        | Kanadai férfi jégkorongcsapat-játékoskeret                                                              | Kanadai férfi jégkorongcsapat-játékoskeret                                                          |
| ------------------------------------------------------------------------------------------------- | --- | --------------------------------------------------------------------------------------------------- |
| - Roger Bourbonnais - Ken Broderick - Raymond Cadieux - Paul Conlin - Gary Dineen - Brian Glennie | - Ted Hargreaves - Francis Huck - Larry Johnston - Barry MacKenzie - Billy MacMillan - Stephen Monteith | - Morris Mott - Terrence O’Malley - Danny O’Shea - Gerry Pinder - Herbert Pinder - Wayne Stephenson |

### Eredmények
Selejtező
- Kanada nem játszott selejtezőt.

Döntő csoportkör
| 1968. február 6. | Kanada (CAN) | 6 – 1 (0–0, 4–1, 2–0) | NSZK | Grenoble |

|  |  |  |  |  |
|  |  |  |  |  |
|  |  |  |  |  |
|  |  |  |  |  |

| 1968. február 8. | Kanada (CAN) | 2 – 5 (1–2, 0–1, 1–2) | Finnország | Grenoble |

|  |  |  |  |  |
|  |  |  |  |  |
|  |  |  |  |  |
|  |  |  |  |  |

| 1968. február 9. | Kanada (CAN) | 11 – 0 (4–0, 4–0, 3–0) | NDK | Grenoble |

|  |  |  |  |  |
|  |  |  |  |  |
|  |  |  |  |  |
|  |  |  |  |  |

| 1968. február 11. | Kanada (CAN) | 3 – 2 (1–2, 0–0, 2–0) | Egyesült Államok | Grenoble |

|  |  |  |  |  |
|  |  |  |  |  |
|  |  |  |  |  |
|  |  |  |  |  |

| 1968. február 13. | Csehszlovákia (TCH) | 2 – 3 (0–0, 0–3, 2–0) | Kanada | Grenoble |

|  |  |  |  |  |
|  |  |  |  |  |
|  |  |  |  |  |
|  |  |  |  |  |

| 1968. február 15. | Kanada (CAN) | 3 – 0 (2–0, 0–0, 1–0) | Svédország | Grenoble |

|  |  |  |  |  |
|  |  |  |  |  |
|  |  |  |  |  |
|  |  |  |  |  |

| 1968. február 17. | Szovjetunió (URS) | 5 – 0 (1–0, 1–0, 3–0) | Kanada | Grenoble |

|  |  |  |  |  |
|  |  |  |  |  |
|  |  |  |  |  |
|  |  |  |  |  |

Végeredmény
| Csapat           | M | Gy | D | V | G+ | G– | Gk  | P  |
| ---------------- | - | -- | - | - | -- | -- | --- | -- |
| Szovjetunió      | 7 | 6  | 0 | 1 | 48 | 10 | +38 | 12 |
| Csehszlovákia    | 7 | 5  | 1 | 1 | 33 | 17 | +16 | 11 |
| Kanada           | 7 | 5  | 0 | 2 | 28 | 15 | +13 | 10 |
| Svédország       | 7 | 4  | 1 | 2 | 23 | 18 | +5  | 9  |
| Finnország       | 7 | 3  | 1 | 3 | 17 | 23 | –6  | 7  |
| Egyesült Államok | 7 | 2  | 1 | 4 | 23 | 28 | –5  | 5  |
| NSZK             | 7 | 1  | 0 | 6 | 13 | 39 | –26 | 2  |
| NDK              | 7 | 0  | 0 | 7 | 13 | 48 | –35 | 0  |

| Csapat | Helyezés |
| ------ | -------- |
| Kanada |          |

## Műkorcsolya
| Versenyző                        | Versenyszám  | Kötelező elemek   | Kötelező elemek | Kűr               | Kűr        | Összesítés                     | Összesítés                     | Összesítés                     | Összesítés                     | Összesítés                     | Összesítés                     | Összesítés                     | Összesítés                     | Összesítés                     | Összesítés        | Összesítés        | Összesítés  | Összesítés | Összesítés |
| Versenyző                        | Versenyszám  | Kötelező elemek   | Kötelező elemek | Kűr               | Kűr        | Helyezési pontszámok bírónként | Helyezési pontszámok bírónként | Helyezési pontszámok bírónként | Helyezési pontszámok bírónként | Helyezési pontszámok bírónként | Helyezési pontszámok bírónként | Helyezési pontszámok bírónként | Helyezési pontszámok bírónként | Helyezési pontszámok bírónként | Több. hely. száma | Több. hely. össz. | Hely. össz. | Pont       | Helyezés   |
| Versenyző                        | Versenyszám  | Több. hely. száma | Hely.           | Több. hely. száma | Hely.      | 1                              | 2                              | 3                              | 4                              | 5                              | 6                              | 7                              | 8                              | 9                              | Több. hely. száma | Több. hely. össz. | Hely. össz. | Pont       | Helyezés   |
| -------------------------------- | ------------ | ----------------- | --------------- | ----------------- | ---------- | ------------------------------ | ------------------------------ | ------------------------------ | ------------------------------ | ------------------------------ | ------------------------------ | ------------------------------ | ------------------------------ | ------------------------------ | ----------------- | ----------------- | ----------- | ---------- | ---------- |
| Jay Humphry                      | Férfi egyéni | 5×8+              | 9.              | 5×6+              | 6.         | 5,0                            | 7,0                            | 7,0                            | 9,0                            | 7,0                            | 8,0                            | 6,0                            | 7,0                            | 7,0                            | 7×7+              | 46,0              | 63,0        | 1795,0     | 7.         |
| David McGillivray                | Férfi egyéni | 5×21+             | 21.             | 5×10+             | 9.         | 17,0                           | 16,0                           | 15,0                           | 12,0                           | 19,0                           | 7,0                            | 16,0                           | 20,0                           | 17,0                           | 5×16+             | 66,0              | 139,0       | 1663,7     | 16.        |
| Steve Hutchinson                 | Férfi egyéni | 5×21+             | 22.             | 5×21+             | 21.        | 19,0                           | 22,0                           | 19,0                           | 22,0                           | 22,0                           | 19,0                           | 24,0                           | 22,0                           | 24,0                           | 7×22+             | 145,0             | 193,0       | 1578,3     | 22.        |
| Karen Magnussen                  | Női egyéni   | 7×10+             | 10.             | 6×4+              | 4.         | 7,0                            | 8,0                            | 7,0                            | 7,0                            | 7,0                            | 8,0                            | 8,0                            | 5,0                            | 6,0                            | 6×7+              | 39,0              | 63,0        | 1759,4     | 7.         |
| Linda Carbonetto                 | Női egyéni   | 8×24+             | 24.             | 7×9+              | 9.         | 9,0                            | 13,0                           | 13,0                           | 11,0                           | 14,0                           | 14,0                           | 13,0                           | 11,0                           | 13,0                           | 7×13+             | 83,0              | 111,0       | 1662,9     | 13.        |
| Lyndsai Cowan                    | Női egyéni   | 7×23+             | 23.             | nem indult        | nem indult | kiesett                        | kiesett                        | kiesett                        | kiesett                        | kiesett                        | kiesett                        | kiesett                        | kiesett                        | kiesett                        | kiesett           | kiesett           | kiesett     | kiesett    | kiesett    |
| Anna Forder Richard Stephens     | Páros        | 6×16+             | 16.             | 6×15+             | 16.        | 15,0                           | 14,0                           | 16,0                           | 15,0                           | 16,0                           | 16,0                           | 14,0                           | 16,0                           | 16,0                           | 9×16+             | 138,0             | 138,0       | 269,2      | 16.        |
| Betty McKilligan John McKilligan | Páros        | 7×17+             | 17.             | 9×18+             | 17.        | 17,0                           | 17,0                           | 17,0                           | 16,0                           | 18,0                           | 17,0                           | 18,0                           | 17,0                           | 17,0                           | 7×17+             | 118,0             | 154,0       | 254,8      | 17.        |

## Sífutás
Férfi
| Versenyző                                        | Versenyszám     | Eredmény  | Helyezés |
| ------------------------------------------------ | --------------- | --------- | -------- |
| Rolf Pettersen                                   | 15 km           | 58:31,8   | 63.      |
| Rolf Pettersen                                   | 30 km           | 1:55:37,2 | 61.      |
| David Rees                                       | 15 km           | 58:25,9   | 61.      |
| David Rees                                       | 30 km           | 1:52:46,6 | 58.      |
| David Rees                                       | 50 km           | 2:56:00,5 | 46.      |
| Nils Skulbru                                     | 15 km           | 55:53,4   | 56.      |
| Nils Skulbru                                     | 30 km           | 1:50:06,1 | 52.      |
| Nils Skulbru Rolf Pettersen Esko Karu David Rees | 4 × 10 km váltó | 2:29:12,7 | 14.      |

## Síugrás
| Versenyző     | Versenyszám | 1. ugrás | 1. ugrás | 1. ugrás | 2. ugrás | 2. ugrás | 2. ugrás | Összesítés | Összesítés |
| Versenyző     | Versenyszám | Távolság | Pont     | Hely.    | Távolság | Pont     | Hely.    | Pont       | Helyezés   |
| ------------- | ----------- | -------- | -------- | -------- | -------- | -------- | -------- | ---------- | ---------- |
| Ulf Kvendbo   | Normálsánc  | 61,5     | 75,2     | 54.      | 63,0     | 78,1     | 51.      | 153,3      | 53.        |
| Ulf Kvendbo   | Nagysánc    | 76,5     | 69,5     | 54.      | 77,0     | 69,2     | 51.      | 138,7      | 55.        |
| John McInnes  | Normálsánc  | 61,5     | 75,7     | 53.      | 60,5     | 72,6     | 53.      | 148,3      | 55.*       |
| John McInnes  | Nagysánc    | 71,5     | 58,5     | 56.      | 73,5     | 61,8     | 54.      | 120,3      | 57.        |
| Claude Trahan | Normálsánc  | 61,5     | 74,2     | 55.      | 56,0     | 56,4     | 57.      | 130,6      | 57.        |
| Claude Trahan | Nagysánc    | 64,0     | 40,0     | 58.      | 69,0     | 51,0     | 58.      | 91,0       | 58.        |

* - egy másik versenyzővel azonos eredményt ért el

## Szánkó
| Versenyző                | Versenyszám | 1. futam | 1. futam | 2. futam | 2. futam | 3. futam | 3. futam | Összesítés | Összesítés |
| Versenyző                | Versenyszám | Idő      | Hely.    | Idő      | Hely.    | Idő      | Hely.    | Idő        | Helyezés   |
| ------------------------ | ----------- | -------- | -------- | -------- | -------- | -------- | -------- | ---------- | ---------- |
| Larry Arbuthnot          | Férfi egyes | 1:00,10  | 30.      | 1:00,92  | 33.      | 1:01,99  | 41.      | 3:03,01    | 33.        |
| D'Arcy Coulson           | Férfi egyes | 1:02,69  | 39.      | 1:31,24  | 47.      | 1:02,19  | 42.      | 3:36,12    | 47.        |
| Roger Eddy               | Férfi egyes | 1:00,69  | 33.      | 1:00,30  | 30.      | 1:00,40  | 32.      | 3:01,39    | 31.        |
| Colin Nelson             | Férfi egyes | 1:01,13  | 37.      | 1:01,90  | 38.      | 1:01,53  | 38.      | 3:04,56    | 37.        |
| Linda Crutchfield-Bocock | Női egyes   | 50,64    | 13.      | 50,54    | 13.      | 51,28    | 11.      | 2:32,46    | 12.        |
| Martha Diplock           | Női egyes   | 51,94    | 19.      | 51,51    | 18.      | 52,03    | 16.      | 2:35,48    | 18.        |
| Phyllis Walter           | Női egyes   | kizárták | kizárták | kiesett  | kiesett  | kiesett  | kiesett  | kiesett    | kiesett    |